# Adorazione del Bambino (Francesco di Giorgio Martini)
L'Adorazione del Bambino è un dipinto su tavola (239–209 cm) di Francesco di Giorgio Martini, databile al 1490 circa e conservato nella chiesa di San Domenico a Siena. La pala d'altare è corredata da una lunetta attribuita a Matteo di Giovanni e da una predella di Bermardino Fungai.

## Descrizione e stile
Sullo sfondo di un maestoso arco antico spezzato, immerso in un paesaggio idilliaco, si svolge l'adorazione del Bambino, appoggiato al centro in basso su un frammento marmoreo, a simboleggiare la nascita della civiltà cristiana dalle rovine (o dalle fondazioni) di quella antica. Lo stesso arco sullo sfondo rimanda a questo concetto di continuità tra mondo classico ed epoca cristiana. Lo stato di rudere dell'architettura non la mortifica, tuttavia, anzi ne esalta comunque la nobile monumentalità, con un'attenta descrizione dei singoli elementi architettonici, che Francesco di Giorgio conosceva bene essendo egli stesso architetto e teorico.
Disposti lungo due direttrici diagonali simmetriche, che accrescono il senso di spazialità, si trovano a sinistra Giuseppe e due angeli, a destra Maria e due pastori. La pelle scura dei pastori e le loro vivaci torsioni si contrappongono agli angeli sul lato opposto, idealmente diafani. I modelli della rappresentazioni rimandano alla civiltà prospettica urbinate, della quale l'artista era stato uno dei principali animatori, alla scuola umbra per il paesaggio, e alle sperimentazioni fiorentine, ravvisabili nelle linee inquiete dei panneggi e delle capigliature, che rimandano a Filippino Lippi e all'ultimo Botticelli.

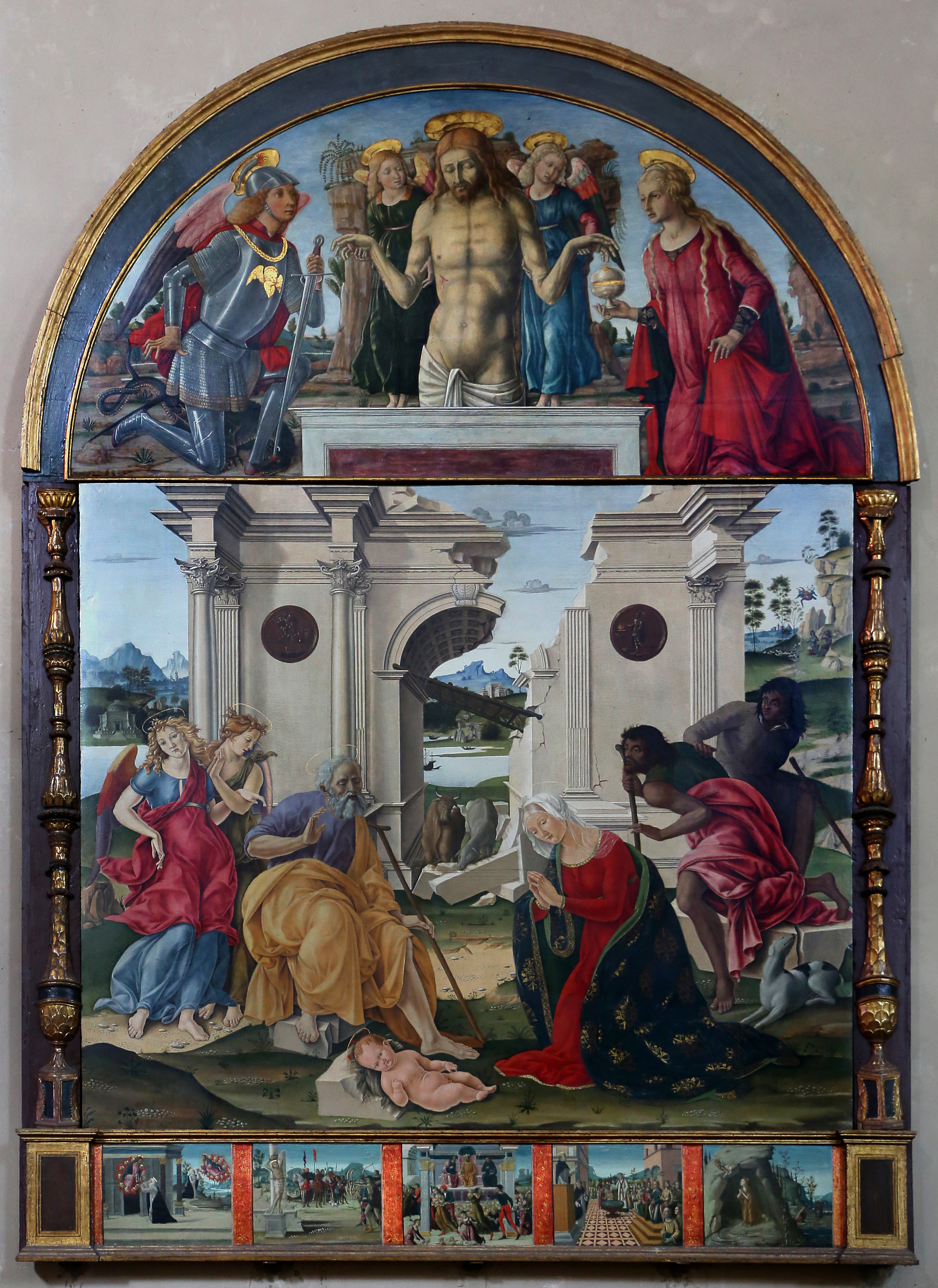
La pala intera